# Школа прапорщиков флота
Школа прапорщиков флота — специальное военное учебное заведение с ускоренным сроком обучения для подготовки лиц, окончивших полный курс гражданских мореходных училищ или судовых механиков, к службе на кораблях Российского императорского флота прапорщиками по морской и механической частям. Открыто в 1916 году в Ораниенбауме, произвело один выпуск.

## История
В годы Первой мировой войны, в связи с нехваткой офицерского состава флота Морское ведомство приняло решение открыть ряд учебных заведений с ускоренным сроком обучения выпускавших офицеров военного времени с чином прапорщика, мичмана или мичмана военного времени.
21 марта 1916 года Император Николай II утвердил Положение «О школе прапорщиков флота».
Школа предназначалась для подготовки прапорщиков флота по морской и механической частям. В школу без экзаменов принимались лица, имевшие «свидетельства об окончании полного курса мореходных училищ или судовых механиков… христианского исповедания, возраста не менее 17 лет».
В школу было набрано 200 человек, которые были распределены по двум отделам — морской и механический. Срок обучения в школе — составлял 4 месяца. Первые полтора месяца слушатели обучались в Ораниенбауме при Морской учебной команде, где проходили строевые занятия. Успешно сдавшие экзамены производились в унтер-офицеры. Затем учащиеся школы были расписаны по судам Учебно-артиллерийского и Учебно-минного отрядов.
Осенью 1916 года состоялся выпуск школы. В Петрограде, в Дерябинских казармах, выпускники получили обмундирование и там же Высочайшим приказом произведены в чин прапорщика. Это был единственный выпуск, и школа закрылась.
21 ноября 1916 года был подписан приказ об организации при механическом отделе этой школы Временных курсов для подготовки офицеров-специалистов по двигателям внутреннего сгорания. Сами курсы размещались в Лесном в зданиях Петроградского политехнического института Петра Великого. Обучались на курсах студенты петроградских технических вузов.